# 羞恥心 (曲)
「羞恥心」（しゅうちしん）は、羞恥心の1枚目のシングル。2008年4月9日にポニーキャニオンのレーベル・FLIGHT MASTERから発売された。

## 解説
フジテレビ系列『クイズ!ヘキサゴンII』出演者のつるの剛士・野久保直樹・上地雄輔の3人による男性ユニットのデビュー曲（グループに関する詳細は「羞恥心（ユニット）」参照）。本グループ以前に同番組からデビューした女性3人組ユニット「Pabo」がリリースした「恋のヘキサゴン」に続いて、島田紳助作詞・プロデュース、高原兄作曲で制作された。
楽曲のテーマは、1980年代に流行した男性アイドルユニット（紳助曰くイメージは少年隊）をモチーフとされ、歌を披露する際の楽曲コスチュームは長く幅のあるマフラーが特徴。ただし、同曲のみの披露でない場合は他の楽曲の衣装で歌う場合もある。『はねるのトびら』から生まれた羞恥心のパロディユニット「悲愴感」の解散ライブにゲスト出演した際（2008年9月20日放送分）はマフラーの色が少々濃くなってほかいくつかの変化が加えられた新しい衣装で登場、10月4日のヘキサゴンファミリーコンサートではこの時の衣装を着用し、2009年1月2日の羞恥心ラストステージでは当初の衣装を着用している。
CDでの発売を前に先行配信された「着うた」によるダウンロード件数は、配信開始4時間で4万、2日で6万、3週間で11万件を超すなど、フジテレビ配信始まって以来の記録を樹立した。CD発売から2週間でCD出荷枚数と着うた・着うたフルによるダウンロード件数の合計が100万ユニットを達成。
2008年夏開催の第90回夏の高校野球大会では、いくつかの甲子園出場校や地方予選でのブラスバンドが同曲を応援曲で使用していた。また2008年11月、アンドリューW.K.による英語カバーが発売された。
2011年8月6日放送の『FNS歌謡祭 うたの夏まつり2011』内で発表された「日本を勇気づける名曲200曲」の中で66位にランクインした。
2018年5月30日に発売された遊助（上地雄輔）のアルバム『あの・・こっからが山場なんですケド。』で「羞恥心」をサンプリングした「羞恥心の心」が収録されている。羞恥心デビューから10年という節目にカバーしようと決めていたと自身のブログで綴っている。

## オリコンチャート
オリコンでは、デイリーチャートの時点から、この前日に発売となった浜崎あゆみの「Mirrorcle World」と1位を分け合う事態が発生した。デイリーチャート初登場となった2008年4月8日付の順位は2位となったものの、翌9日付から12日付まで4日間連続で1位を獲得した。しかし21日付週間チャートでは同作に及ばず初登場2位となった。また28日付週間チャートでは、B'zの「BURN -フメツノフェイス-」に及ばなかったものの、2週連続で2位を獲得し、同時に累計20万枚を突破した（この結果、Paboのセカンドシングルとして予定されていた「グリーンフラッシュ伝説」をアルバム収録へ追い込むという事態を招いている）。この結果4月の月間ランキングは、これらの曲を抑えて初登場1位を獲得した。
これらの記録は、テレビ番組の企画から生まれたユニットの中でも数少ない。週間チャート初登場順位では、『ウッチャンナンチャンのウリナリ!!』からでたブラックビスケッツと同位である（同番組のポケットビスケッツの最高位は1位）。また『ワンナイR&R』から出た、Gorie with Jasmine&Joannのデビューシングル「Mickey」は初登場1位であったが、初動売上は「羞恥心」が上回った。
この影響で、同じくヘキサゴンから生まれたユニットPaboの「恋のヘキサゴン」もチャート20位台に再上昇する現象が見られた。さらに、「泣かないで」が発売された際には、デイリーチャート7位・週間チャート9位に再浮上することが起こった。
その後、2009年3月30日付週間チャートまで50週連続で200位以内にランクインした。

## 収録曲
初回盤・通常盤があり、ともにDVD付。

### CD
1. 羞恥心 [4:10]
作詞：島田紳助[注釈 7]、作曲：高原兄、編曲：斎藤文護・岩室晶子
フジテレビ系列『クイズ!ヘキサゴンII』 エンディングテーマ
「お台場学園〜文化祭〜」イメージソング
フジテレビ「HOT FANTASY ODAIBA 2008-2009」テーマソング
2. 羞恥心（カラオケ）

### DVD
1. 羞恥心 振り付け映像（マルチアングル）
2. 羞恥心 スペシャルドラマ&アニメ

### 特典
- トレーディングカード1枚（初回盤） - 全12種類存在し、一部アンガールズや品川庄司の品川祐、波田陽区が写り込んでいるものもある。
- CD帯裏には、封入トレーディングカード全種が抽選でプレゼントされる応募券が付いていた。

## 収録アルバム
- WE LOVE ヘキサゴン（2008年10月22日） - シングルと同一バージョン
- WE LOVE ヘキサゴン 2010（2010年11月17日） - 特典ディスク（初回生産分のみ）に「羞恥心」のリミックスバージョン「羞恥心 〜Shame Remix 2010〜」を収録

## プロモーションビデオ
- 『クイズ!ヘキサゴンII』のスタジオセットで歌唱する部分にDVD収録のドラマセットと同一の（楽屋という設定の）セットでの部分、アニメを加えた3分弱のテレビ歌唱サイズバージョンで、フルバージョンのプロモーションビデオは作られていない。アルバム『WE LOVE ヘキサゴン』のDVDに収録。

## カバー
- ANDREW W.K. - 『一発勝負〜カヴァーズ』（2008年11月26日発売）3曲目に収録
- タケ・ヒデ・ケン - キングレコード版カバー音源。同社の子供向けオムニバスアルバムに収録
- コロムビア・オーケストラ - 『2009 ポップ・ヒット・マーチ 〜キセキ〜』インストゥルメンタル収録
- 遊助 - 「羞恥心の心」（「羞恥心」をサンプリングした楽曲。2018年5月30日発売の『あの・・こっからが山場なんですケド。』に収録）

音楽ゲーム（同曲を版権曲として収録）
- 太鼓の達人 - バンダイナムコゲームスの音楽ゲーム。
- pop'n music - KONAMIの音楽ゲーム。